# 文化针灸
文化针灸（英語：cultural acupuncture）是粉丝组织“哈利·波特联盟Harry Potter Alliance （页面存档备份，存于）”创始人安德鲁·斯莱克（英文：Andrew Slack）于2010年在《赫芬顿邮报》撰文提出：“在文化中寻找心理能量，并将这种能量导向创造更健康的世界……作为活动分子，我们未必如耐克和麦当劳那样富有，但我们拥有富含意义的信息……通过文化针灸，我们将迎来一个充满乐趣、富有想象力和超级性感的行动主义时代，并且它将会非常有效。” 

## 操作方式
粉丝组织发现虚构的内容世界（英文：content world）的“公众参与基础”（英文：public engagement keystone），以之作为“接触点、世界观或哲学，使人、行动与机构显形”。这种基础可以服务于行动组织的多重目标，比如为公民的既有体验提供锚定标准，帮助识别和聚集信念与兴趣的同道者，以及在行动主义者之间形成强有力的纽带。具体来说，行动组织的成员通过请愿、发函、制作视频、筹款等，力图影响法律和公共政策。这些活动通过与他人的接触，悉数在公共领域内传播和运作。 就《哈利·波特》的粉丝而言，他们的政治行为包括：在公共讨论中插入论证，从而引起粉丝甚至其他阅听人对现实世界议题的关注，在这个过程中形成公众，并以此展开线上、线下的行动，最终令自身的公共主体性得到维护。
文化针灸术构成了粉丝行动主义，成为公民参与和政治参与的一种崭新形式。“它是从粉丝文化中浮现出来的，经常是为了回应粉丝的共同兴趣，也经常通过粉丝的现有实践和关系加以构建，并从通俗文化和参与式文化中提取隐喻进行框定。” 这种行动模式的驱动力在于“想象一个更好的世界”（英文：imagine better）。该理念由《哈利·波特》作者、本身也是行动主义者的J·K·罗琳在2008年哈佛大学毕业典礼演说中提出，斯蒂芬·邓肯比认为它描述的是一系列的运动， “包括理解欲望和对非理性说话的政治；使用符号和联想的政治；讲述好故事的政治”。
“文化针灸”的方法是富有想象力和俏皮的，提供了一整套另类隐喻和类比，而这些隐喻和类比本已属于年轻人生活的一部分。这些源自内容世界的隐喻被用来理解范围广泛的当代问题，它们构成批判既有秩序的文化资源。它们同时也是对陈腐的政治修辞的改写。我们常常拒绝在粉丝和公民二者间划等号，然而，L.V.祖伦（L.V. Zoonen）却对粉丝的情感承诺与积极公民的认知的两分法提出质疑：一方面我们需要诸如知识、理性、超脱、学识或领导力等公民美德，另一方面我们也需要快乐、幻想、爱情、沉浸、玩耍或模仿。对邓肯比而言，“道德奇观”（ethical spectacle）是弥合这种鸿沟的桥梁，所谓道德奇观，指的是使人愉快、同时具备参与性和嬉戏性的公共展演，在游戏的同时，也直面现实。

## 费斯克的抵抗与文化针灸
约翰·菲斯克于上个世纪80年代末在专著《电视文化》（英文：Television Culture）中论及抵抗——粉丝的反抗并非是为了颠覆社会体系，从而表现出“明显的政治性、甚至革命性的意义”，而是为了 “拒绝接受主流意识形态所规定的社会身份以及随之而来的社会控制”。他以粉丝模仿偶像麦当娜的时尚衣着和言行为例子，来证明抵抗的解放性意义：对为数众多的少女歌迷来说，麦当娜被视为对父权制价值观的推翻再造，能够赋予她们权力。在《解读通俗》（英文：Reading the Popular ）一书中，费斯克写道：
“幻想自己被赋权的麦当娜的十几岁少女粉丝可以将这种幻想转化为行为，并可以在社交上采取更有力的方式，从而为自己赢得更多的领地。当她遇到能够和她分享幻想和自由的人的时候，就开始产生团结感和共同抵抗感，这可以支持和鼓励微观社会层面的渐进行动。” 
然而，在讨论文化针灸时，亨利·詹金斯认为“哈利·波特联盟”的领袖和成员可能会反对费斯克的观点，因为他们的参与并非传统意义上的“抵抗”——那种抵抗可能是在青少年的世界里使用成人政治的语言和过程，而他们毋宁说是以草根挪用的方式创造了一种新的谈论政治变革的语言。例如， 该联盟于2010年11月发起 “哈利·波特巧克力公平贸易” 运动，目的是保障供应巧克力的原材料的农民的权益。他们以《哈利·波特》系列故事中的 “巧克力青蛙”，是一种在魔法世界中出售的深受欢迎的甜点）作为动员粉丝的工具：如果剥削农民，便等于违反 “巧克力青蛙” 故事所象征的意义，那么粉丝在现实世界就应该罢买该产品。最终，这一粉丝行动成功逼使拥有《哈利波特》特许经营权的时代华纳公司与糖果生产商签订了公平贸易认证标签合约。
又如，在约旦河西岸的{{subst:en|Bil%27in}}村庄，当地的土地保护者以阿凡达行动主义展示特定的政治目的——保护本族群的土地，他们的做法是：将自己的身体涂成蓝色，依托电影《阿凡达》的形象，通过新媒介平台成功吸引公众的注意力。这种形式的粉丝行动主义需要彰显参与者的公民想象，继而激励真实世界的政治行动。重要的是，在此过程中，年轻人锻造了自身必备的技能和价值，从而可以将令自己的领域尽可能富于建设性。

## 从粉丝社群的公民实践到文化针灸
粉丝社群的公民实践指涉的是，“参与式政治的实践直接建基于现存粉丝社群的实践”，实践的形式包括：同人小说、粉丝艺术、同人视频等等。参与者主要来自千禧世代（英文：millennial generation） ，他们通过新媒介平台如播客、博客等创作及传播同人小说，或通过引擎电影（英文：Machinima）轻易制作同人动画视频，这个“过程”被学者视作公民与政治参与。
正因如此，粉丝在根本上就可以被等同于参与者。如本杰明·伍所指出的，通过批判和鉴赏自己偏爱的文本，粉丝可以表达其感情、愉悦、承诺或忠诚，以获得粉丝社群的认同。他们在进行文化消费的同时对文化产品投入大量的非物质的和情感的劳动，这种劳动在集体的社会实践中非常明显。如此实践通过共同的方向来表达不同的活动，从而为行动和实践理性提供了基础。例如，《哈利波特》的粉丝会讨论和填补作者罗琳和时代华纳公司未交代或完成的叙事空白（英文：void），在讨论过程中，他们既会讨论抽象概念如不平等、歧视、剥削等，也会涉及现实世界中某些国家或地区的特定政策。
要想充分说明这个参与“过程”的内在逻辑，需要引入“公民想象”的概念，也即“就当前社会、政治、经济制度或问题，设想其替代品的能力”。例如，粉丝把自己想象为内容世界的“英雄”主角哈利·波特，代入其组织的 “邓不利多军”，以之思考处理真实世界问题的方法。而“哈利·波特联盟”的出现，满足了青少年粉丝渴望成为英雄的“需求”。通过这种文化针灸术，微观的生活政治与公共政策的“实体”政治之间的桥梁得以建立起来。

## 从“文化反堵”到“文化针灸”
文化反堵，又称“文化干扰”，首次出现在上个世纪80年代中期，其常用定义是“干扰或阻止商业信息的流动”。马克·德里）于上个世纪90年代撰写数篇文章普及这一术语，用来概括活动主义者批评、颠覆和“阻塞”消费文化运作的一系列策略。从媒体恶作剧和广告模仿到快闪和街头艺术，这些行动试图阻断渗透到人们日常生活中的资本主义主流信息流。通过干扰，原有的信号被打乱，或是被注入意想不到的情绪，以此刺激阅听人批判性地思考和挑战现状。
按照詹金斯的总结，文化反堵的模型认为，“大众媒介一方面拥有接近于精神控制的处理权力，但另一方面也容易被颠覆性想象的最基本行为所干扰。” 詹金斯的《从文化反堵到文化针灸》一文，分别从理论和实践上，比较德里的文化反堵和斯莱克的文化针灸模型。
在最广泛的意义上，两者都试图“绑架”流行文化的符号为我所用，但文化针灸寻求的是对传播的重定向，而文化反堵则致力于颠覆或阻塞信息的流动（英文：flow）。文化针灸的发起者是粉丝，深挖的是内容世界，再以核心隐喻联系现实世界的问题；而文化干扰者通常部署“祛魅”的隐喻，目的是寻找唤醒大众的良方，这缘于公众被灌输了太多的迷梦，因而丧失了对现实问题的把握。
如果说文化反堵意味着以创造性的方式反对文化产业，是外向的、更富于战斗性的，那么，文化针灸则是粉丝从内部发起的对文化的改革行动。文化干扰者解构流行叙事，使其致命的诱惑力变得无能，而文化针灸则造就文本盗猎，其策略是通过重组、重写和重混，制造对粉丝社群而言有意义的主题。